# Cantone di Annemasse-Sud
Il Cantone di Annemasse-Sud era un cantone francese dell'arrondissement di Saint-Julien-en-Genevois.
A seguito della riforma approvata con decreto del 13 febbraio 2014, che ha avuto attuazione dopo le elezioni dipartimentali del 2015, è stato soppresso.

## Composizione
Comprendeva parte della città di Annemasse e i comuni di:
- Arthaz-Pont-Notre-Dame
- Bonne
- Étrembières
- Gaillard
- Vétraz-Monthoux